# جوش سميث (لاعب كرة قاعدة)
جوش سميث (بالإنجليزية: Josh Smith) هو لاعب كرة قاعدة أمريكي، ولد في 7 أغسطس 1987 في مارغيت في الولايات المتحدة.

## وصلات خارجية
- جوش سميث على موقع دوري كرة القاعدة الرئيسي (الإنجليزية)
- جوش سميث على موقع دوري كوريا الجنوبية لكرة القاعدة (الإنجليزية)
- جوش سميث على موقعبيزبول رفرنس.كوم (الدوري الرئيسي) (الإنجليزية)
- جوش سميث على موقعبيزبول رفرنس.كوم (الدوري الثانوي) (الإنجليزية)
- جوش سميث على موقع إي إس بي إن.كوم (أم.أل.بي) (الإنجليزية)
- جوش سميث على موقع مشجعي الرسوم البيانية (الإنجليزية)